# Galeriebild

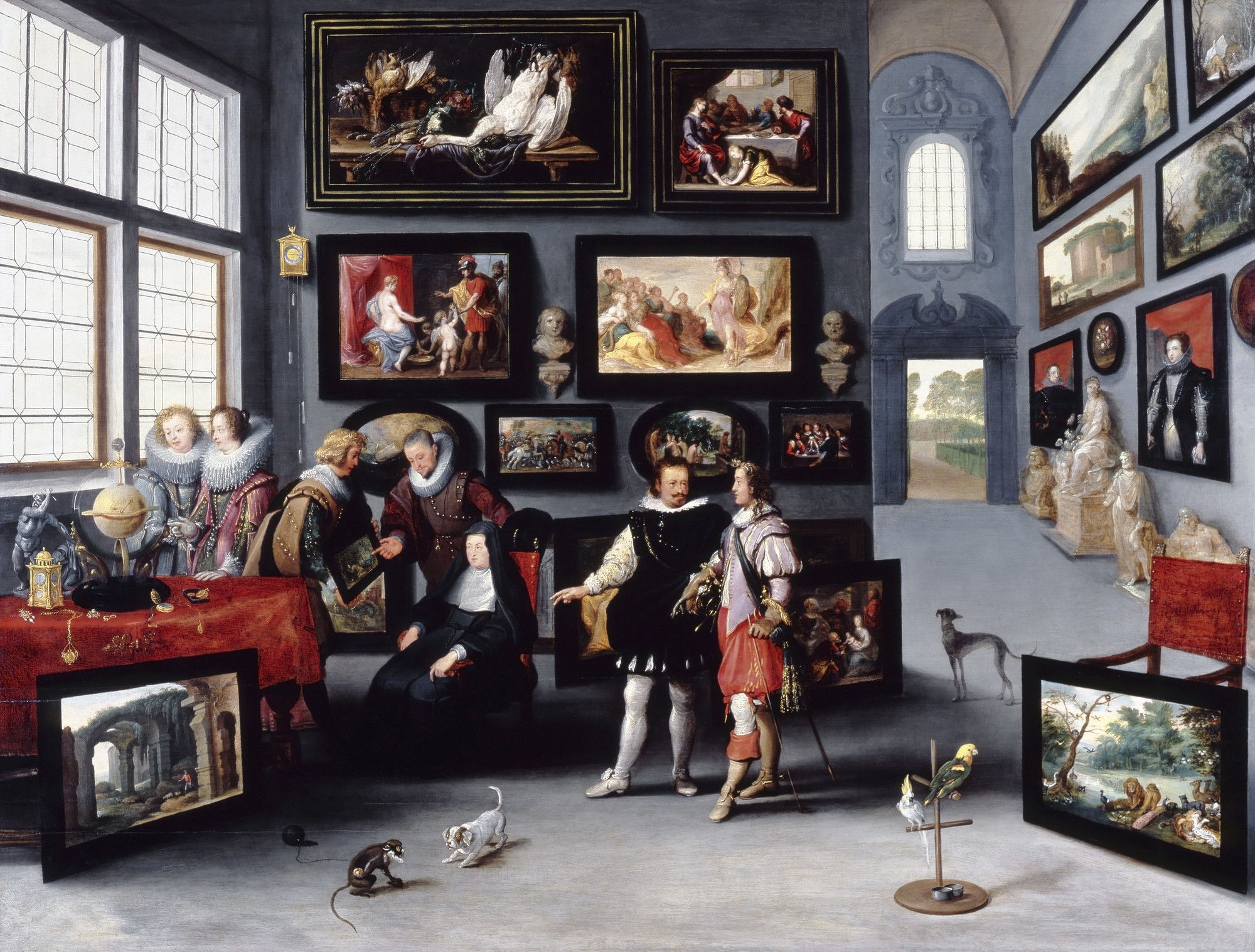
Willem van Haecht: Im Salon der Erzherzogin Isabella von Österreich (1621)

Ein Galeriebild, auch Kunstkammerbild, ist eine künstlerische Darstellung eines Kunstmuseums oder einer Privatsammlung. Galeriebilder wurden häufig zu Repräsentationszwecken des Sammlers in Auftrag gegeben. Galeriebilder sind aus mehreren Gründen kunsthistorisch bedeutsam: Einerseits als Quelle zu historischen Kunstsammlungen, aber vor allem auch, weil auf ihnen teils heute verlorene Kunstwerke zu sehen sind,  ein Beispiel dafür ist Jan van Eycks Frau bei der Toilette. Das Galeriebild ist mithin eine besondere Form des Bilds im Bild.

## Geschichte
Erste Bilder, in denen Kunstkabinette, oft unter Einbeziehung allegorischer Figuren, wie zum Beispiel Darstellungen der Pictura, gezeigt werden, entstanden in Antwerpen zur Blütezeit der flämischen Malerei. Reiche Mäzene und Kunstsammler gaben derartige Bilder in Auftrag, um ihren Kunstsinn und den Rang ihrer Sammlung in günstiges Licht zu stellen. Ein weiteres Motiv ist – im Rahmen der in der Zeit virulenten Paragone-Debatte über die Rangordnung der bildenden Künste – die Demonstration der intellektuellen Fähigkeiten und der technischen Fertigkeiten eines Künstlers.
Schon in den ersten Galeriebildern sind folgende Aspekte maßgeblich: Trotz identifizierbarer Personen werden teilweise fiktive Sammlungen vorgeführt. Alle Bildgattungen sind vertreten, wobei Genremalerei nur in Ausnahmen präsentiert wird. Bevorzugt wurden Darstellungen biblischer Themen, Historiengemälde und mythologische Themen. Neben den Bildern an der Wand – meist in Salonhängung – werden auch einzelne Gemälde gezeigt, die auf dem Fußboden stehen, sowie das typische Inventar fürstlicher oder bürgerlicher Kunst- und Raritätenkabinette: Statuetten, Blumenvasen, Folianten, Antiquitäten, Muscheln und Münzen, auch Staffeleien und Malgerät sowie neben den Sammlern selbst gelegentlich Staffagepersonal als Besucher und Bewunderer der Sammlung.
Im 18. Jahrhundert fand dieser Bildtypus, immer unter Beibehalt der ursprünglichen Motivation, in der europäischen Malerei eine weite Verbreitung. Im 19. Jahrhundert finden sich dann Beispiele, die mehr das soziale Ereignis des Museumsbesuchs in den Vordergrund rücken.
Eine moderne Variante des Galeriebildes sind die Fotografien Candida Höfers der Lesesäle von Bibliotheken oder der Ausstellungsräume von Museen, auf denen auch die dort ausgestellten Kunstwerke zu sehen sind.

## Beispiele

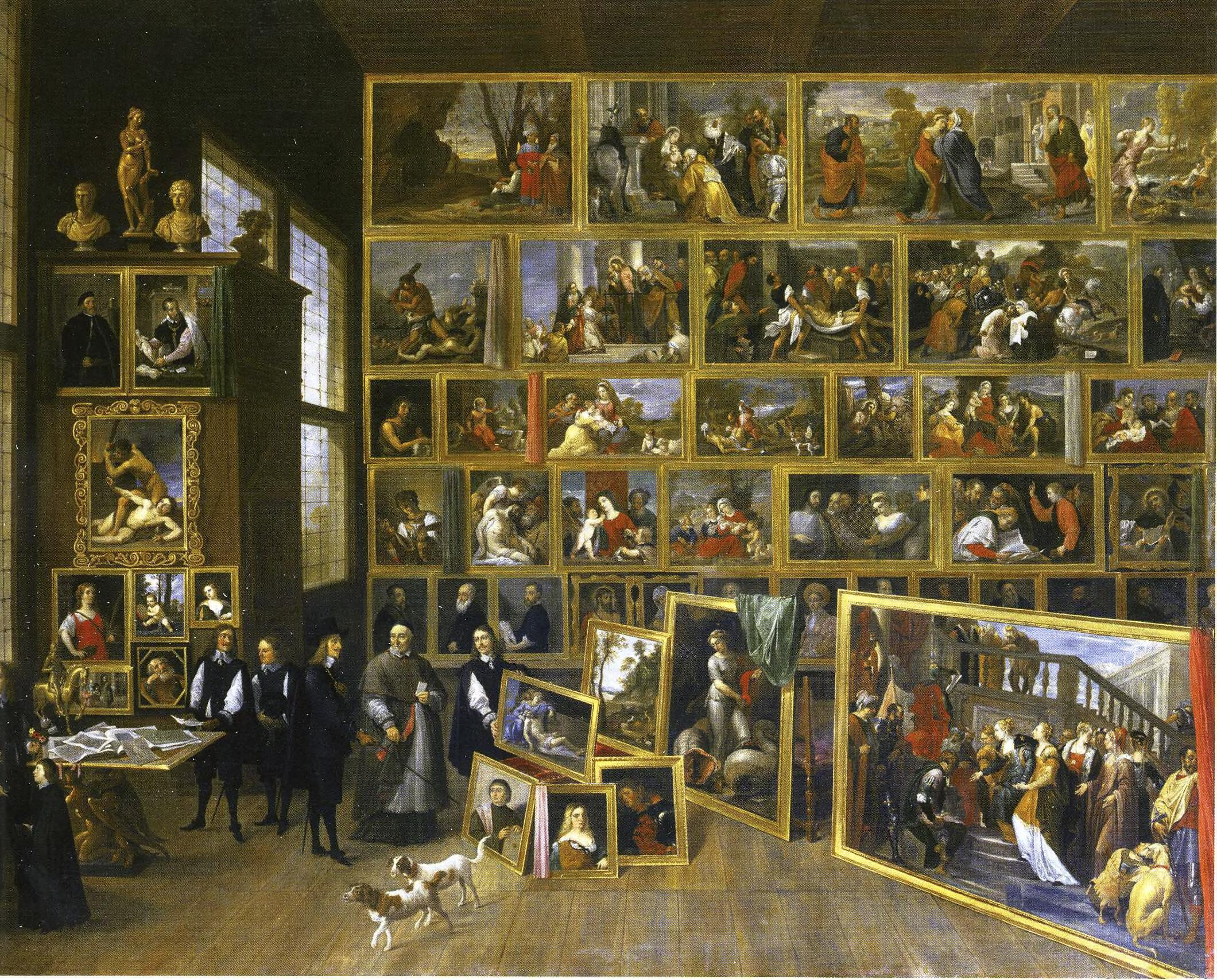
David Teniers der Jüngere: Erzherzog Leopold Wilhelm in seiner Galerie in Brüssel (1651).
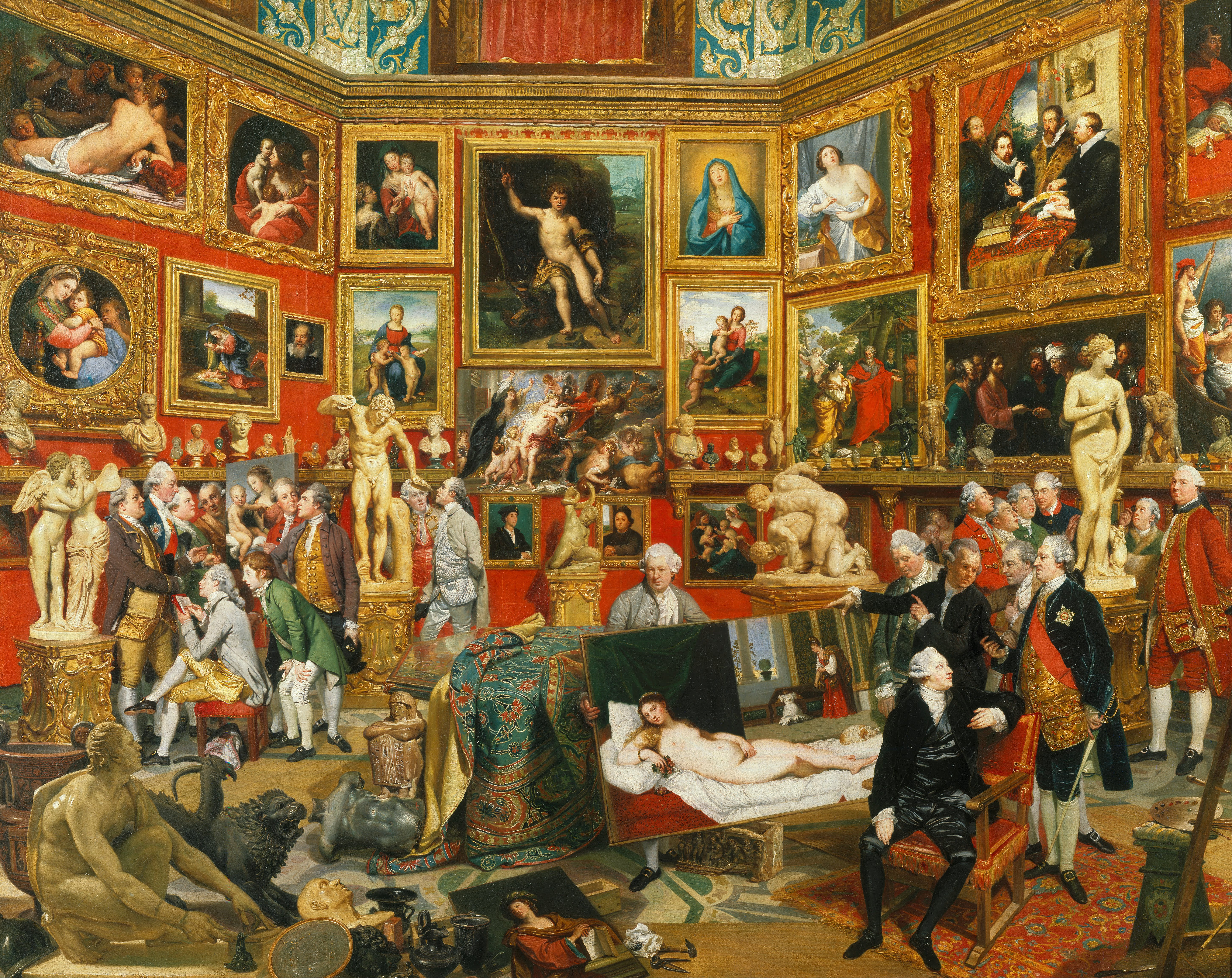
Johann Zoffany: Die Tribuna in den Uffizien (zwischen 1772 und 1777)
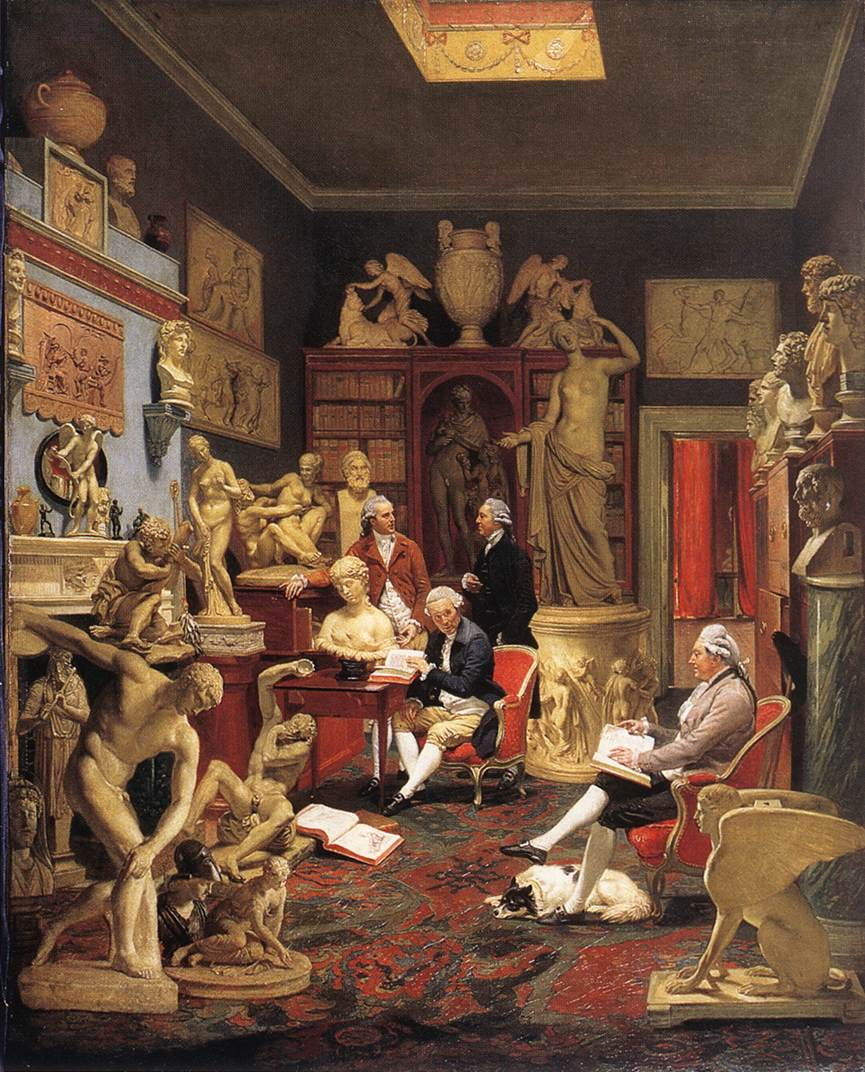
Johann Zoffany: Charles Townley in seiner Skulpturengalerie (1782)
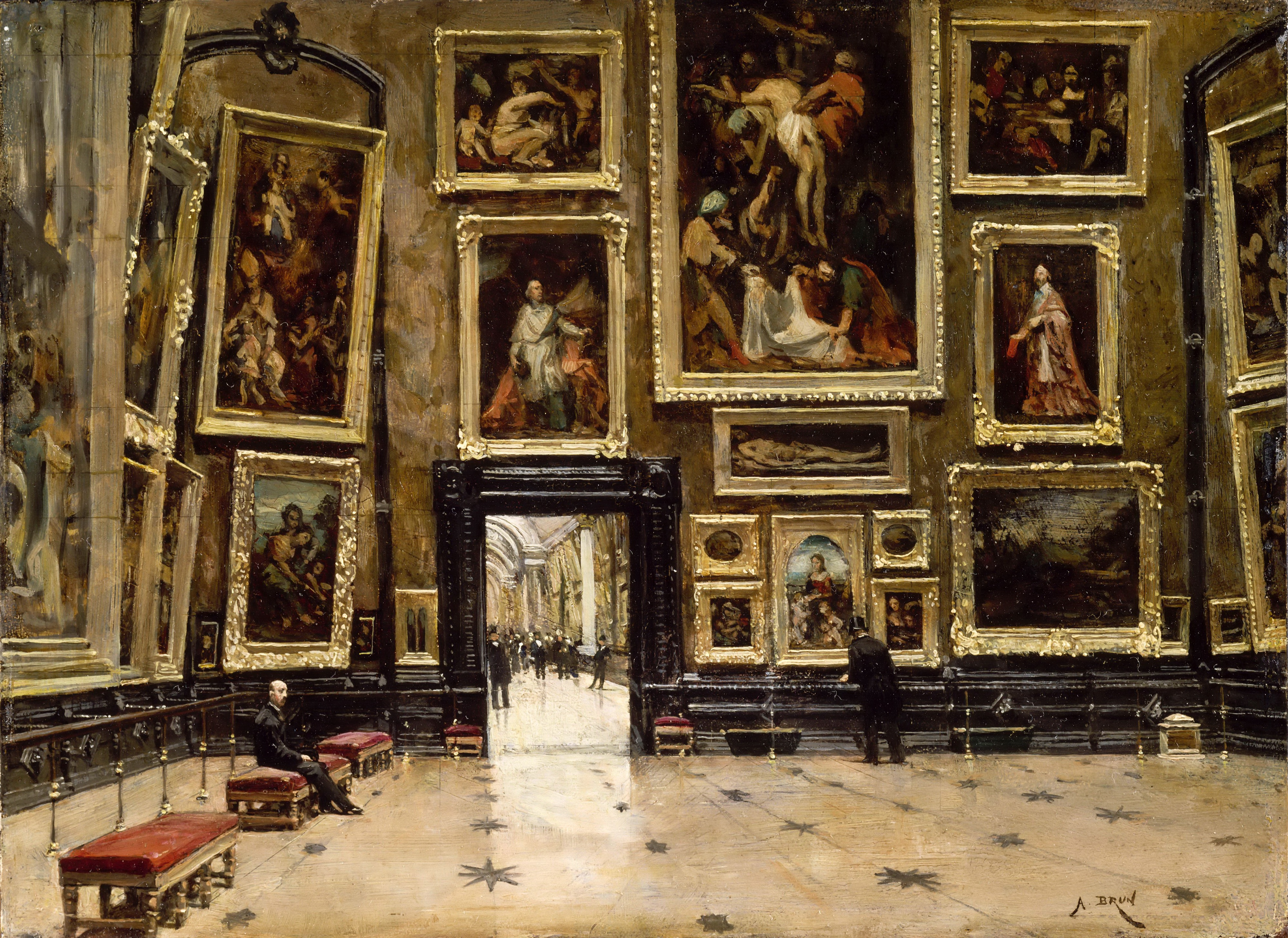
Alexandre Jean-Baptiste Brun: Blick in den Salon Carré des Louvre (etwa 1880)
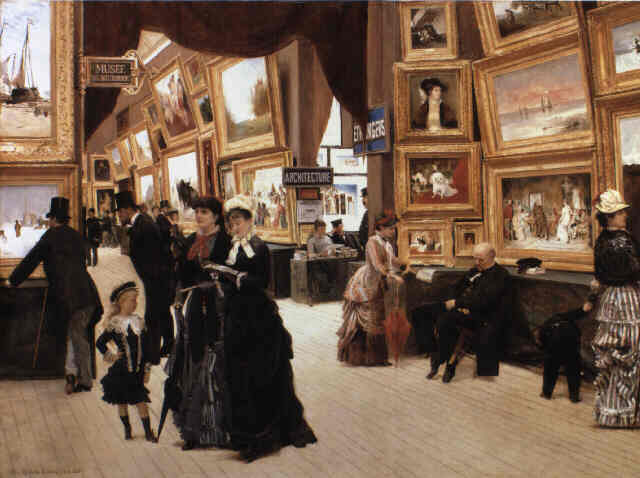
Edouard Dantan: Eine Ecke des Pariser Salons (1880)